# Kelly Rohrbach

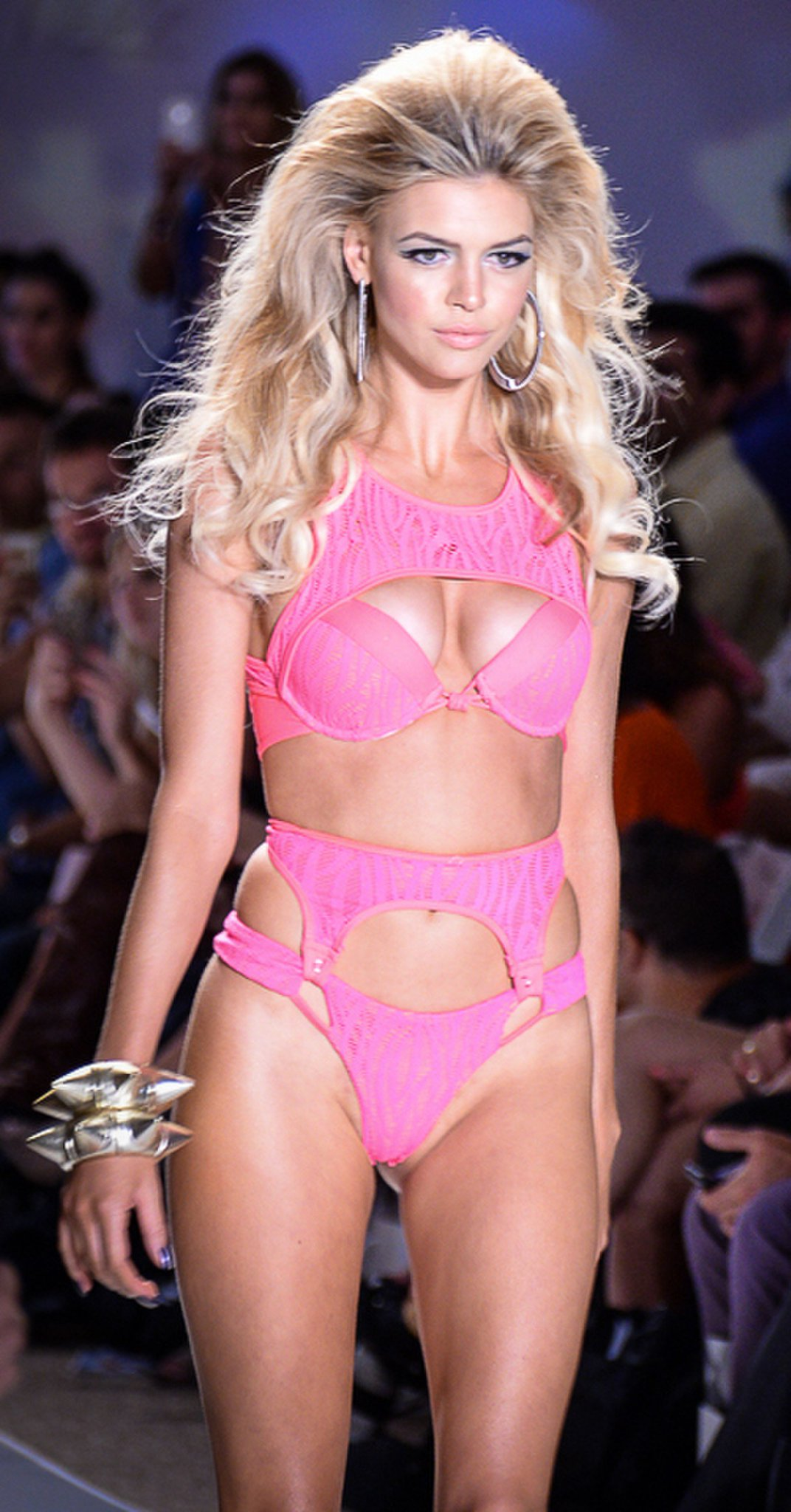
Kelly Rohrbach (2014)

Kelly Wholey Rohrbach (* 21. Januar 1990 in Greenwich, Connecticut) ist eine US-amerikanische Schauspielerin und Model.

## Leben
Kelly Rohrbach wurde in Greenwich im US-Bundesstaat Connecticut als Tochter von Anne Wholey Rohrbach und Clay Rohrbach geboren. Sie besuchte in ihrer Jugend die Greenwich Academy, eine private Mädchenschule in ihrer Heimatstadt. Dort spielte sie professionell Golf für die Schule und erhielt für ihre Leistungen ein Sportstipendium für die Georgetown University. In Georgetown studierte sie Theater und wechselte anschließend an die Londoner London Academy of Music and Dramatic Art, um ihr Studium fortzusetzen.
Am Anfang ihrer Schauspielkarriere hatte Rohrbach mehrere kleine Rollen in Fernsehserien wie Two and a Half Men und Rizzoli & Isles. Nachdem sie jedoch zwei Jahre lang als Schauspielerin tätig gewesen war, begann sie mit dem Modeln und wurde bei der Agentur IMG Models unter Vertrag genommen. An der Seite von Dwayne Johnson und Zac Efron übernahm sie die Rolle der C. J. Parker in der Neuverfilmung Baywatch (2017). In der gleichnamigen Fernsehserie, auf welcher der Film basiert, wurde die Rolle von Pamela Anderson gespielt.
Rohrbach war von April bis November 2015 mit dem Schauspielkollegen Leonardo DiCaprio liiert.
Sie ist seit dem Mai 2019 mit dem Geschäftsmann Steuart Walton verheiratet und hat ein Kind.

## Filmografie (Auswahl)
- 2012: Wilt
- 2013: The New Normal (Fernsehserie, Folge S01E15)
- 2013: Two and a Half Men (Fernsehserie, Folge S10E19)
- 2013–2014: Rizzoli & Isles (Fernsehserie, 2 Folgen)
- 2013–2015: The PET Squad Files (Fernsehserie, 12 Folgen)
- 2014: Rush (Fernsehserie, Folge S01E01)
- 2014: Love is Relative (Fernsehfilm)
- 2015: Deadbeat (Fernsehserie, Folge S02E10)
- 2015: My Last Film (Kurzfilm)
- 2016: Broad City (Fernsehserie, Folge S03E06)
- 2017: Baywatch
- 2019: A Rainy Day in New York
- 2019: Yellowstone (Fernsehserie, 4 Folgen)